# Conus villepinii
Conus villepinii е вид охлюв от семейство Conidae. Видът не е застрашен от изчезване.

## Разпространение и местообитание
Разпространен е в Ангуила, Антигуа и Барбуда, Аруба, Барбадос, Бахамски острови, Белиз, Бермудски острови, Бразилия (Амапа), Британски Вирджински острови, Венецуела, Гваделупа, Гватемала, Гвиана, Гренада, Доминика, Доминиканска република, Кайманови острови, Колумбия, Коста Рика, Куба, Кюрасао, Мартиника, Мексико (Веракрус, Кампече, Кинтана Ро, Табаско, Тамаулипас и Юкатан), Монсерат, Никарагуа, Панама, Пуерто Рико, САЩ (Луизиана, Северна Каролина, Тексас, Флорида и Южна Каролина), Сейнт Винсент и Гренадини, Сейнт Лусия, Суринам, Френска Гвиана, Хаити, Хондурас и Ямайка.
Обитава крайбрежията и пясъчните дъна на морета и заливи. Среща се на дълбочина от 2 до 570 m, при температура на водата от 13,2 до 27,8 °C и соленост 34,7 – 36,8 ‰.